# Desmodium michoacanum
Desmodium michoacanum là một loài thực vật có hoa trong họ Đậu. Loài này được B.G.Schub. & McVaugh miêu tả khoa học đầu tiên.